# 4463 Маршварцшильд
4463 Маршварцшильд (4463 Marschwarzschild) — астероїд головного поясу, відкритий 28 жовтня 1954 року.
Тіссеранів параметр щодо Юпітера — 3,170.